# Pickles (Comic)
Pickles ist ein seit 1990 erscheinender Comicstrip von Brian Crane. Darin werden Alltagsszenen aus dem Leben eines Rentnerehepaares thematisiert.

## Inhalte
Die zwei Hauptfiguren sind ihr ganzes Leben verheiratet und lieben sich unverkennbar, gehen sich aber ebenso gegenseitig auf die Nerven. Earl vermeidet jede unnötige Bewegung und überlässt Opal die gesamte Hausarbeit. Dafür muss er sarkastische Kommentare von ihr einstecken. Oft schwelgen sie auch in Jugenderinnerungen, deren Transfer in die Seniorenwelt zu absurden Pointen führt. Neugierige Fragen des Enkelsohns Nelson öffnen neue Perspektiven auf das Leben der beiden.

## Figuren
| Hauptfiguren | Hauptfiguren                                         |
| ------------ | ---------------------------------------------------- |
| Earl Pickles | Ehemann von Opal, typische Couch-Potato              |
| Opal Pickles | Ehefrau von Earl, typische Hausfrau                  |
| Nebenfiguren |                                                      |
| Nelson       | Enkelsohn der Pickles, etwa im Grundschulalter       |
| Roscoe       | Hund der Pickles                                     |
| Muffin       | Katze der Pickles                                    |
| Sylvia       | Tochter der Pickles, Nelsons alleinerziehende Mutter |
| Pearl        | Opals Schwester                                      |
| Clyde        | Earls bester Freund                                  |

## Auszeichnungen
Für die Pickles-Comics erhielt Crane 2013 den Reuben Award als Cartoonist of the Year.

## Veröffentlichungen
Die Pickles-Comics erscheinen in The Washington Post sowie in The Seattle Times.

### Bücher
- Pickles. 1998
- Pickles, Too: The Older I Get, The Better I Was. 1999
- Still Pickled After All These Years. 2002
- Let's Get Pickled! 2006
- How Come I Always Get Blamed for the Things I Do? 2010
- Oh Sure! Blame it on the Dog! 2013
- 25 Years of Pickles. Baobab Press, 2015, ISBN 978-1-936097-10-4